# Heraclia durbania
Heraclia durbania är en fjärilsart som beskrevs av Stoneham 1963. Heraclia durbania ingår i släktet Heraclia och familjen nattflyn. Inga underarter finns listade i Catalogue of Life.